# ザ・コール 緊急通報指令室
『ザ・コール 緊急通報指令室』（原題：The Call）は、2013年制作のアメリカ合衆国のサスペンス・スリラー映画。

## あらすじ
ロサンゼルス市警察の911（緊急通報用電話番号）のオペレーター・ジョーダンは、不法侵入者に怯える少女レイアからの緊急電話を受けた際、わずかな判断ミスにより彼女を救えず（携帯電話が切れた時のジョーダンからの発信音で少女は男に見つかり、誘拐され殺害されてしまう）、自責の念に苛まれ、オペレーターを辞める決意を固めた。
その半年後、研修生の指導にあたっていたジョーダンは、何者かに拉致されて移動する車のトランクの中から助けを求める少女ケイシーの緊急通報を受ける。彼女はシリアルキラー（病で頭髪が抜けながら死んだ姉と同じ少女の美しい金髪に執着する狂人）に誘拐されて彼が運転する車のトランクに閉じ込められ、その中から緊急通報してきたのだ。経験豊富なジョーダンは、すぐにケイシーが緊迫した状況であることを察知、彼女に指示を与える。
やがてジョーダンは、ジョーダンに捨て台詞を吐いたその誘拐犯マイケル・フォスターの声が、レイアを拉致した殺人鬼と同じである事に気付き、自身の葛藤を抱えながらケイシーの救出に乗り出していく。

## キャスト
※括弧内は日本語吹替
- ジョーダン・ターナー - ハル・ベリー（本田貴子）

911緊急通報指令室のオペレーター。やぎ座。仕事でミスをしたことにより現場を退き、教官となる。父は警官だった。
- ケイシー・ウェルソン - アビゲイル・ブレスリン（茅野愛衣）

マイケルに誘拐された少女。やぎ座。好きな映画「ブライズメイズ」。前代未聞の体験に動揺をすることもあるが困難を乗り越えるために頑張るなど芯は強い。
- ポール・フィリップス - モリス・チェストナット（咲野俊介）

巡査。ジョーダンの友人。
- マイケル・フォスター - マイケル・エクランド（中尾一貴）

ケイシーを誘拐した男。1995年に放火で捕まったことがある。職業は検査技師。妻子がいる。後にレイアを殺害した人物でもあることが判明する。犯罪歴は長いが素人のケイシーに出し抜かれることがあるなどツメの甘い部分もある。
- アラン・デナード - マイケル・インペリオリ（田村真）

民間人。走行中にマイケルを発見したが胡散臭さから訳ありと判断して詮索する。このことに感づいたマイケルに返り討ちに合うが気絶しただけで済み、一命を取りとどめる。その後はケイシーと一緒に連れ去られるが結局は半狂乱に陥ったマイケルにめった刺しにされて殺害される。
- ジェイク・デヴァンス - デビッド・オタンガ

巡査。
- レイチェル - ジャスティナ・マシャド

マイケルの妻。
- マルコ -ホセ・ズニーガ
- マディ - ローマ・マフィア（ちふゆ）
- レイア・テンプルトン - エヴィ・トンプソン（田野アサミ）

ジョーダンの判断ミスにより死なせてしまった女性。一人でいたところを家宅侵入した男に殺害される。死体は持ち運ばれ、外に放置された状態で発見される。後に犯人はマイケルであることが判明。
- フローラ - デニース・ダウス（永木貴依子）
- オータム - エラ・レイ・ペック（ブリドカットセーラ恵美）

ケイシーの友人。恋人持ち。弟がいる。携帯電話を忘れてしまい、それをケイシーが拾ったが、このことがケイシーが九死に一生を得るきっかけとなった。
- ブルック - ジェナ・ラミア（樋口あかり）

新人。新人特有の仕事に慣れていない不安な一面が強い。
- テレンス

ジョーダンの同僚。冗談を挟む性格。
- ガソリンスタンドの店員

マイケルが向かった先のガソリンスタンドの店員。勤務中にマイケルの車の給油を担当したがケイシーが叫んだことでマイケルが誘拐犯だとわかり、助けようとしたがマイケルにガソリンをぶっかけられ、そのうえで放火をされて火だるまにされたことで死亡。
- メリンダ・フォスター

マイケルの姉。故人。
その他日本語吹替
橘潤二、小泉隼人、小田柿悠太、米倉希代子、藤巻大悟、相川奈都姫